# Лука Коломбо (велогонщик)
Лука Коломбо (італ. Luca Colombo, 26 грудня 1969) — італійський велогонщик.
Срібний призер Олімпійських Ігор 1992 року в роздільній командній гонці.